# Evgen Kansky (zdravnik)
Evgen Kansky slovenski zdravnik in kemik ruskega rodu, * 14. januar 1887 Varšava, † 16. april 1977, Ljubljana.

## Življenje in delo
Leta 1909 je doktoriral iz kemije  na Filozfski fakulteti v Berlinu, 1913 diplomiral in 1918 doktoriral iz medicine na Medicinski fakulteti v Moskvi. Leta 1919 se je preselil v Ljubljano in se zaposlil na Medicinski fakulteti v Ljubljani, od 1923 je bil izredni profesor, od 1930 pa kot redni profesor za fiziologijo in fiziološko kemijo. V letih 1920 do 1945 je bil predstojnik Inštituta za fiziologijo, leta 1943 je ustanovil farmakološki inštitut v okviru Medicinske fakultete in ga vodil do leta 1945. Od 1937 je bil pet mandatov dekan medicinske fakultete. S soprogo Ano sta bila med pionirji kemične in farmacevtske industrije na Slovenskem. Leta 1922 sta v Podgradu pri Ljubljani ustanovila kemično tovarno. Tovarna je med drugimi izdelki proizvajala tudi eter. Profesor Kansky je razvil postopke za pridobivanje zdravil iz zdravilnih rastlin; že tedaj pa se je posvečal tudi okoljskim vprašanjem in patentiral postopek za izkoriščanje žvepla iz tovarniških dimnih plinov.